# Antodynerus nyassae
Antodynerus nyassae är en stekelart som först beskrevs av Kirsch 1878.  Antodynerus nyassae ingår i släktet Antodynerus och familjen Eumenidae. Inga underarter finns listade i Catalogue of Life.